# Faustino Sainz Muñoz
Faustino Sainz Muñoz (Almadén, 5 giugno 1937 – Madrid, 31 ottobre 2012) è stato un arcivescovo cattolico spagnolo.

## Biografia
Nacque ad Almadén il 5 giugno 1937.

### Formazione e ministero sacerdotale
In seminario studiò filosofia e teologia per il sacerdozio.
Il 19 dicembre 1964 fu ordinato presbitero per l'arcidiocesi di Madrid. Dal 1965 all'anno successivo fu vicario parrocchiale a Somosierra. Dal 1965 al 1967 insegnò diritto al Movimento internazionale degli studenti cattolici dell'organizzazione Pax Romana ICMICA e dal 1966 al 1967 fu il rappresentante diocesano del Movimento. Dal 1966 al 1967 fu parroco nella parrocchia di Nuestra Señora de la Concepción a Madrid.
Nel 1967 venne mandato a Roma per studiare alla Pontificia accademia ecclesiastica, l'istituto che forma i diplomatici della Santa Sede. Conseguì la licenza in teologia e il dottorato in diritto canonico presso la Pontificia Università Lateranense.
Nel 1970 entrò nel servizio diplomatico della Santa Sede. Operò in seguito nelle rappresentanze pontificie in Senegal e Scandinavia e quindi nel Consiglio per gli affari pubblici della Chiesa. Nel 1975 fece parte della delegazione della Santa Sede ai colloqui preparatori della commissione per la sicurezza e la cooperazione in Europa (CSCE). La delegazione si adoperò con diligenza affinché la libertà religiosa venisse inclusa negli Accordi di Helsinki. Successivamente divenne responsabile per le relazioni con la Polonia, l'Ungheria e più tardi con l'Unione Sovietica e la Jugoslavia nella Segreteria di Stato della Santa Sede. Nel 1978 accompagnò il cardinale Antonio Samorè nei colloqui di mediazione tra il Cile e l'Argentina. I rapporti tra questi paesi erano tesi a causa del conflitto del Beagle. Nel 1979 accompagnò papa Giovanni Paolo II durante il suo viaggio in Polonia. Descrisse gli applausi della folla durante l'omelia del papa in una messa a Piazza della Vittoria a Varsavia come "un'immagine che [lui] non può dimenticare... Era l'inizio della fine del comunismo in Polonia".

### Ministero episcopale
Il 29 ottobre 1988 papa Giovanni Paolo II lo nominò arcivescovo titolare di Vescovo titolare di Novaliciana e pro-nunzio apostolico a Cuba. Ricevette l'ordinazione episcopale il 18 dicembre successivo dal cardinale Agostino Casaroli, segretario di Stato di Sua Santità, cocosancranti il cardinale Ángel Suquía Goicoechea, arcivescovo di Madrid, e l'arcivescovo Maximino Romero de Lema, segretario della Congregazione per il clero. Ebbe molte discussioni con Fidel Castro sulla cooperazione episcopale per migliorare la posizione della Chiesa cubana e il benessere del popolo cubano.
Il 7 ottobre 1992 venne nominato nunzio apostolico nella Repubblica Democratica del Congo. Lì offrì la nunziatura come luogo di sollievo e rifugio ai perseguitati del genocidio ruandese. Il 21 gennaio 1999 venne nominato nunzio apostolico presso la Comunità europea.
L'11 dicembre 2004 venne trasferito alla nunziatura apostolica in Gran Bretagna. Monsignor Sainz Muñoz credeva fortemente nell'obbedienza alla dottrina della Chiesa, affermando una volta: "Pensiamo ai cambiamenti, la società cambia, modifica i cambiamenti, ma il concetto centrale della dignità umana dalla concezione non cambia". Nonostante ciò, si rivelò un appassionato sostenitore del settimanale cattolico The Tablet, spesso criticato per le sue opinioni di sinistra e anti-romane. Il 29 ottobre 2009 inviò le sue condoglianze per la morte di Sua Santità Luis Fernando Castillo Mendez, patriarca della Chiesa cattolica apostolica brasiliana, una Chiesa indipendente.
Il 16 maggio 2010 monsignor Sainz Muñoz fu colpito da un leggero ictus. Ricevette assistenza medica in un ospedale in Spagna. Malgrado ciò, nel settembre successivo accolse papa Benedetto XVI al suo arrivo all'Aeroporto di Edimburgo per il suo viaggio apostolico nel paese.
Il 12 novembre 2010, durante la messa celebrata nella cattedrale di Nostra Signora dell'Assunzione a Edimburgo in ringraziamento per la visita del pontefice, annunciò di aver presentato le dimissioni dal suo ufficio. Il 2 dicembre 2010 celebrò una messa di ringraziamento alla cattedrale di Westminster, segnando la fine del suo incarico di nunzio apostolico in Gran Bretagna. Il 5 dello stesso mese papa Benedetto XVI accettò la sua rinuncia all'incarico per motivi di salute. Poco tempo prima infatti gli era stato diagnosticato un aggressivo tumore cerebrale. Tornò nella sua nativa Spagna per le cure chemioterapiche.
Morì a Madrid il 31 ottobre 2012 a 75 anni. Le esequie si tennero il 2 novembre alle ore 20 nella chiesa parrocchiale di Nuestra Señora de la Concepción a Madrid e furono presiedute dal cardinale Antonio María Rouco Varela. Concelebrarono cinque arcivescovi, quindici vescovi e quaranta presbiteri. Al termine del rito fu sepolto nella cripta dello stesso edificio.

## Curiosità
Monsignor Sainz Muñoz era tifoso del Real Madrid e appassionato di passeggiate e tennis. Il 2 luglio 2007 l'Università di Aberdeen gli concesse un dottorato onorario in legge. Oltre allo spagnolo parlava inglese, francese e italiano.

## Genealogia episcopale e successione apostolica
La genealogia episcopale è:
- Cardinale Scipione Rebiba
- Cardinale Giulio Antonio Santori
- Cardinale Girolamo Bernerio, O.P.
- Arcivescovo Galeazzo Sanvitale
- Cardinale Ludovico Ludovisi
- Cardinale Luigi Caetani
- Cardinale Ulderico Carpegna
- Cardinale Paluzzo Paluzzi Altieri degli Albertoni
- Papa Benedetto XIII
- Papa Benedetto XIV
- Papa Clemente XIII
- Cardinale Marcantonio Colonna
- Cardinale Giacinto Sigismondo Gerdil, B.
- Cardinale Giulio Maria della Somaglia
- Cardinale Carlo Odescalchi, S.I.
- Cardinale Costantino Patrizi Naro
- Cardinale Lucido Maria Parocchi
- Papa Pio X
- Papa Benedetto XV
- Papa Pio XII
- Cardinale Eugène Tisserant
- Papa Paolo VI
- Cardinale Agostino Casaroli
- Arcivescovo Faustino Sainz Muñoz

La successione apostolica è:
- Vescovo Louis Nzala Kianza (1996)
- Vescovo Nicolas Djomo Lola (1997)
- Vescovo Gaspard Mudiso Mundla, S.V.D. (1998)
- Vescovo Stanislas Lukumwena Lumbala, O.F.M. (1998)
- Vescovo Léonard Kasanda Lumembu, C.I.C.M. (1998)